# Division I i ishockey 1976/1977
Division I i ishockey 1976/1977 var säsongens näst högsta ishockeydivision i Sverige. Det var andra säsongen efter serieomläggningen där Elitserien skapades och Division I blev andradivisionen i svensk ishockey. Serien var indelad i fyra regionala serier benämnda efter väderstrecken. Varje serie hade 12 lag. Den norra och västra serien spelade i 22 omgångar medan den östra och södra serien spelades i 33 omgångar. De fyra främsta lagen i varje serie gick vidare till playoff. Vinnarna av playoff gick vidare till Kvalserien till Elitserien. Denna säsong flyttades de tre sista lagen i varje serie ner till Division II och endast ett upp för att minska serien till 40 lag nästa säsong.

## Deltagande lag
Sedan förra säsongen har Djurgården och Timrå flyttats ner från Elitserien och Almtuna, Avesta BK, Clemensnäs/Rönnskär, Göta, Ljusne, Tranås, Tyringe och Örnsköldsvik flyttats upp från Division II. I Sundsvall hade Heffners/Ortvikens IF gått samman med Tunadal IF och bildat Sundsvall/Tunadals IF, ofta kallade Esste (S/T). Nacka SK hade sedan förra säsongen gått samman med Skuru IK och Atlas Copco IF och bildat NSA 76. Boden hade gått samman med Svartbjörnsbyns IF och kallades nu BBK/Björns och från BK Kenty hade ishockeyn brutit sig ur och bildat Linköpings HC.
| Division I Norra |
| --- |
| BBK/Björns Clemensnäs/Rönnskärs IF ▲ IFK Kiruna IFK Luleå Järveds IF Kiruna AIF Piteå IF Sundsvall/Tunadals IF Tegs SK Timrå IK ▼ Örnsköldsviks SK ▲ Östersunds IK |

| Division I Västra |
| --- |
| Avesta BK ▲ Bollnäs IS Fagersta AIK Falu IF Grums IK Hofors IK IF Karlskoga/Bofors IF Tunabro Ljusne AIK ▲ Malungs IF Mora IK Strömsbro IF |

| Division I Östra |
| --- |
| Almtuna IS ▲ Djurgårdens IF ▼ Hammarby IF Huddinge IK IK Göta ▲ IK Vita Hästen Linköpings HC NSA 76 Nynäshamns IF Surahammars IF Väsby IK Västerås IK |

| Division I Södra |
| --- |
| Boro/Landsbro IF Halmstads HK HV71 IF Troja IFK Bäcken Karlskrona IK Malmö IF Nybro IF Tibro IK Tingsryds AIF Tranås AIF ▲ Tyringe SoSS ▲ |

## Grundserier

### Division I Norra
Timrå hade fått behålla förra säsongens spelare trots nerflyttningen från Elitserien. Det gjorde att de framstod som klara favoriter innan serien började. Och de infriade förväntningarna med råge, 22 segrar på raken, inte en enda förlorad poäng och en målskillnad på 167–50 visade lagets överlägsenhet. Bakom dem stod kampen mellan fyra Norrbottenslag varav bara tre kunde följa Timrå till playoff. Det blev de båda Kiruna-lagen och BBK/Björns som gick vidare medan Luleå missade chansen med sämre målskillnad. Största överraskningen var Bodenlaget BBK/Björns som tippats bland bottenlagen då det tappat många spelare sedan förra säsongen. Det nya laget från Sundsvall hade förväntats vara bland topplagen, men för dem blev säsongen en besvikelse och de kom att flyttas ner till Division II till nästa säsong. Även Järved och CRIF flyttades ner denna säsong där det fanns tre nedflyttningsplatser. IFK Kirunas Rolf Älvero vann poängligan med 37 poäng (14+23). Flest mål gjorde Bodens Bo Lundberg (21). Publiken vid seriens matcher minskade från 135 000 förra säsongen till 90 000 denna säsongen.
| Nr | Lag                     | S  | V  | O | F  | GM  | IM  | MS   | P  |
| -- | ----------------------- | -- | -- | - | -- | --- | --- | ---- | -- |
| 1  | Timrå IK                | 22 | 22 | 0 | 0  | 167 | 50  | +117 | 44 |
| 2  | Kiruna AIF              | 22 | 15 | 3 | 4  | 124 | 61  | +63  | 33 |
| 3  | BBK/Björns              | 22 | 13 | 3 | 6  | 107 | 93  | +14  | 29 |
| 4  | IFK Kiruna              | 22 | 12 | 4 | 6  | 117 | 80  | +37  | 28 |
| 5  | IFK Luleå               | 22 | 13 | 2 | 7  | 110 | 90  | +20  | 28 |
| 6  | Örnsköldsviks SK        | 22 | 8  | 4 | 10 | 82  | 118 | −36  | 20 |
| 7  | Piteå IF                | 22 | 8  | 2 | 12 | 87  | 105 | −18  | 18 |
| 8  | Tegs SK                 | 22 | 6  | 4 | 12 | 98  | 115 | −17  | 16 |
| 9  | Östersunds IK           | 22 | 6  | 4 | 12 | 78  | 110 | −32  | 16 |
| 10 | Sundsvall/Tunadals IF   | 22 | 6  | 1 | 15 | 66  | 103 | −37  | 13 |
| 11 | Järveds IF              | 22 | 4  | 4 | 14 | 71  | 117 | −46  | 12 |
| 12 | Clemensnäs/Rönnskärs IF | 22 | 2  | 3 | 17 | 70  | 135 | −65  | 7  |

### Division I Västra
Kampen om seriesegern var viktig denna säsong. Segraren slapp nämligen möta omöjliga Timrå i den andra playoffmatchen. Kampen stod mellan Mora IK och IF Karlskoga/Bofors (i folkmun kallade KB Karlskoga) och i den näst sista omgången möttes de i en seriefinal som slutade 9–7 till Mora. Därmed sågs saken som klar, Mora skulle vinna serien. Kvar var bara en match mot Grums, ett lag som ändå inte hade möjlighet att nå playoff. Men Grums öppnade med tre mål under de tio första minuterna av matchen och slutresultatet blev 6–4 vilket innebar att Karlskoga vann serien. Strömsbro hade annars inlett serien bäst med nio raka segrar innan de förlorade mot Karlskoga och tappade formen. Det räckte dock till en tredjeplacering och en av de fyra playoffplatserna. Den fjärde platsen togs av Hofors medan Bollnäs, Borlängelaget Tunabro och Ljusne fick nedflyttningsplatserna till Division II. Det var f.ö. sista säsongen med namnet Tunabro då man bestämt att gå samman med Kvarnsvedens GoIF och anta namnet Borlänge HC. Moras Hasse Hansson vann poängligan med 64 (35+29) poäng.
| Nr | Lag                 | S  | V  | O | F  | GM  | IM  | MS   | P  |
| -- | ------------------- | -- | -- | - | -- | --- | --- | ---- | -- |
| 1  | IF Karlskoga/Bofors | 22 | 18 | 2 | 2  | 181 | 70  | +111 | 38 |
| 2  | Mora IK             | 22 | 18 | 1 | 3  | 196 | 66  | +130 | 37 |
| 3  | Strömsbro IF        | 22 | 16 | 1 | 5  | 144 | 74  | +70  | 33 |
| 4  | Hofors IK           | 22 | 14 | 3 | 5  | 115 | 93  | +22  | 31 |
| 5  | Grums IK            | 22 | 10 | 3 | 9  | 101 | 98  | +3   | 23 |
| 6  | Malungs IF          | 22 | 10 | 3 | 9  | 78  | 94  | −16  | 23 |
| 7  | Falu IF             | 22 | 10 | 0 | 12 | 134 | 145 | −11  | 20 |
| 8  | Fagersta AIK        | 22 | 8  | 1 | 13 | 107 | 105 | +2   | 17 |
| 9  | Avesta BK           | 22 | 7  | 1 | 14 | 87  | 140 | −53  | 15 |
| 10 | Bollnäs IS          | 22 | 6  | 1 | 15 | 99  | 170 | −71  | 13 |
| 11 | IF Tunabro          | 22 | 4  | 2 | 16 | 68  | 120 | −52  | 10 |
| 12 | Ljusne AIK          | 22 | 1  | 2 | 19 | 58  | 193 | −135 | 4  |

### Division I Östra
Säsongen präglades av att tiofaldiga SM-guldvinnarna Djurgården spelade i serien. Många undrade om de skulle gå genom serien utan förlust. Svar på frågan kom redan i andra omgången då man förlorade mot Huddinge med 1–5. I den femte omgången förlorade man mot Hammarby och i den sjätte mot Almtuna. Förlusterna var oväntade men förklarades av att tränaren Hans "Tjalle" Mild testat flera ungdomar i laget medan några ordinarie spelare varit skadade. Efter detta skärpte sig Djurgården och förlorade inte fler matcher i den 33 omgångar långa serien. I sista omgången tog man ordentlig revansch på Huddinge med 18–3 även om seriesegern redan var klar. Trots detta var det Huddinge som fick rubrikerna. Man inledde med 21 raka segrar och ledde länge serien med ett lag som hade fjorton egna spelare – Huddinge hade länge drivit en egen framgångsrik hockeyskola. Tredje och fjärde platsen till playoff togs av Hammarby och Almtuna, de senare nykomlingar för säsongen. Poängligan dominerades av Djurgården som lade beslag på de fem första platserna. Björn Palmqvist vann med 71 (41+30) poäng. IK Göta med nio SM-titlar och 34 säsonger i högsta serien hamnade näst sist i serien. Tillsammans med Norrköpingslaget Vita Hästen och Nynäshamn flyttades de ner till Division II till nästkommande säsong. Det var sista gången man kunde se IK Göta i Division I. Fram till samgåendet med Tranebergs IF huserade man i lägre divisioner. 
| Nr | Lag            | S  | V  | O | F  | GM  | IM  | MS   | P  |
| -- | -------------- | -- | -- | - | -- | --- | --- | ---- | -- |
| 1  | Djurgårdens IF | 33 | 28 | 2 | 3  | 285 | 96  | +189 | 58 |
| 2  | Huddinge IK    | 33 | 25 | 4 | 4  | 174 | 110 | +64  | 54 |
| 3  | Hammarby IF    | 33 | 20 | 3 | 10 | 160 | 94  | +66  | 43 |
| 4  | Almtuna IS     | 33 | 17 | 1 | 15 | 152 | 146 | +6   | 35 |
| 5  | Linköpings HC  | 33 | 16 | 3 | 14 | 131 | 133 | −2   | 35 |
| 6  | NSA 76         | 33 | 17 | 1 | 15 | 127 | 135 | −8   | 35 |
| 7  | Västerås IK    | 33 | 14 | 4 | 15 | 145 | 118 | +27  | 32 |
| 8  | Surahammars IF | 33 | 13 | 3 | 17 | 150 | 178 | −28  | 29 |
| 9  | Väsby IK       | 33 | 11 | 2 | 20 | 151 | 185 | −34  | 24 |
| 10 | IK Vita Hästen | 33 | 9  | 4 | 20 | 130 | 177 | −47  | 22 |
| 11 | IK Göta        | 33 | 7  | 5 | 21 | 92  | 175 | −83  | 19 |
| 12 | Nynäshamns IF  | 33 | 4  | 2 | 27 | 92  | 242 | −150 | 10 |

### Division I Södra
Även den södra serien spelades i 33 omgångar vilket innebar att lagen möttes tre gånger. Tre av förra årets playofflag – HV71, Tingsryd och Bäcken – placerade sig tillsammans med Halmstad på playoffplatserna i den sjunde omgången och blev sedan kvar där serien ut. Serien hade redan flera profiler som Ulf Sterner i Bäcken och Des Moroney i Karlskrona. Till denna säsong kom en till, nämligen Leif "Honken" Holmqvist som HV71 köpt ut från Indiana Racers. HV71 dominerade serien trots vissa motgångar. Inledningsmatchen mot Karlskrona förlorade man och i Halmstad fick Jan Bergstrand sex månaders avstängning efter ett slagsmål med domaren Benkt Gunbro. Årets busar blev Halmstad som samlade ihop till 618 utvisningsminuter under säsongen och skapade tidningsrubriker över hela landet. Precis bakom playoff-lagen placerade sig Karlskrona och Nybro i kraft av bra värvningar. För Nybros del kom två nyförvärv från Kanada. Även sjuan Boro hade värvat kanadensiskt. På nedflyttningsplats kom Troja, Tyringe och Tranås vilket innebar att de flyttades ner till Division II påföljande säsong. Poängligan toppades av HV:s Bengt Kinell som gjort 58 (24+34) poäng.
| Nr | Lag              | S  | V  | O | F  | GM  | IM  | MS   | P  |
| -- | ---------------- | -- | -- | - | -- | --- | --- | ---- | -- |
| 1  | HV71             | 33 | 24 | 2 | 7  | 224 | 101 | +123 | 50 |
| 2  | Tingsryds AIF    | 33 | 23 | 3 | 7  | 201 | 121 | +80  | 49 |
| 3  | IFK Bäcken       | 33 | 22 | 3 | 8  | 185 | 135 | +50  | 47 |
| 4  | Halmstads HK     | 33 | 21 | 3 | 9  | 177 | 127 | +50  | 45 |
| 5  | Karlskrona IK    | 33 | 17 | 7 | 9  | 134 | 117 | +17  | 41 |
| 6  | Nybro IF         | 33 | 15 | 8 | 10 | 156 | 111 | +45  | 38 |
| 7  | Boro/Landsbro IF | 33 | 11 | 5 | 17 | 127 | 165 | −38  | 27 |
| 8  | Malmö IF         | 33 | 9  | 8 | 16 | 132 | 150 | −18  | 26 |
| 9  | Tibro IK         | 33 | 8  | 8 | 17 | 129 | 160 | −31  | 24 |
| 10 | IF Troja         | 33 | 9  | 3 | 21 | 134 | 191 | −57  | 21 |
| 11 | Tyringe SoSS     | 33 | 7  | 7 | 19 | 97  | 178 | −81  | 21 |
| 12 | Tranås AIF       | 33 | 0  | 7 | 26 | 107 | 247 | −140 | 7  |

## Playoff
De fyra främsta lagen från varje serie gick vidare till Playoff. Första delen avgjordes genom cupspel där totalt fyra lag gick vidare till kvalserien. Lagen möttes i två matcher, en borta och en hemma, för att avgöra vem som gick vidare. Oavgjorda matcher avgjordes med sudden death. Om lagen vann en match vardera spelades en tredje match för att avgöra vem som gick vidare.

### Grupp 1
I den första gruppen möttes lag från Division I Norra och Västra. Timrå var klara favoriter till den ena av platserna i kvalserien, vem som skulle ta den andra platsen var det däremot delade meningar om. Timrå vann en plats som förväntat, men inte utan att Mora tvingade fram en omspel i andra omgången – första gången på hela säsongen som Timrå förlorade en match. Den andra platsen stod mellan Karlskoga och Kiruna och även den gick till en tredje match där Karlskoga vann borta mot Kiruna med 5–7.
|  | Playoff 1           | Playoff 1           | Playoff 1 | Playoff 1 |                     |   | Playoff 2 | Playoff 2 | Playoff 2 | Playoff 2 |  |  |  |  |  |  |
|  |                     |                     |           |           |                     |   |           |           |           |           |  |  |  |  |  |  |
|  | 0                   |                     |           |           |                     |   |           |           |           |           |  |  |  |  |  |  |
|  |                     |                     |           |           |                     |   |           |           |           |           |  |  |  |  |  |  |
|  | IF Karlskoga/Bofors | IF Karlskoga/Bofors | 11        | 7         |                     |   |           |           |           |           |  |  |  |  |  |  |
|  | IF Karlskoga/Bofors | IF Karlskoga/Bofors | 11        | 7         | 0                   |   |           |           |           |           |  |  |  |  |  |  |
|  | BBK/Björns          | BBK/Björns          | 0         | 4         |                     |   |           |           |           |           |  |  |  |  |  |  |
|  | BBK/Björns          | BBK/Björns          | 0         | 4         | IF Karlskoga/Bofors | 5 | 0         | 7         |           |           |  |  |  |  |  |  |
|  | 0                   |                     |           |           | IF Karlskoga/Bofors | 5 | 0         | 7         |           |           |  |  |  |  |  |  |
|  |                     | Kiruna AIF          | 2         | 6         | 5                   |   |           |           |           |           |  |  |  |  |  |  |
|  | Kiruna AIF          | Kiruna AIF          | 2         | 6         | 5                   | 9 | 5         |           |           |           |  |  |  |  |  |  |
|  | Kiruna AIF          | Kiruna AIF          |           |           |                     |   | 5         |           |           |           |  |  |  |  |  |  |
|  | Hofors IK           | Hofors IK           | 0         | 4         |                     |   |           |           |           |           |  |  |  |  |  |  |
|  | Hofors IK           | Hofors IK           | 0         | 4         |                     |   |           |           |           |           |  |  |  |  |  |  |
|  | 0                   |                     |           |           |                     |   |           |           |           |           |  |  |  |  |  |  |
|  |                     |                     |           |           |                     |   |           |           |           |           |  |  |  |  |  |  |
|  | Timrå IK            | Timrå IK            | 8         | 5         |                     |   |           |           |           |           |  |  |  |  |  |  |
|  | Timrå IK            | Timrå IK            | 8         | 5         | 0                   |   |           |           |           |           |  |  |  |  |  |  |
|  | Strömsbro IF        | Strömsbro IF        | 3         | 2         |                     |   |           |           |           |           |  |  |  |  |  |  |
|  | Strömsbro IF        | Strömsbro IF        | 3         | 2         | Timrå IK            | 8 | 2         | 7         |           |           |  |  |  |  |  |  |
|  | 0                   |                     |           |           | Timrå IK            | 8 | 2         | 7         |           |           |  |  |  |  |  |  |
|  |                     | Mora IK             | 4         | 4         | 1                   |   |           |           |           |           |  |  |  |  |  |  |
|  | Mora IK             | Mora IK             | 4         | 4         | 1                   | 6 | 4         |           |           |           |  |  |  |  |  |  |
|  | Mora IK             | Mora IK             |           |           |                     |   | 4         |           |           |           |  |  |  |  |  |  |
|  | IFK Kiruna          | IFK Kiruna          | 3         | 0         |                     |   |           |           |           |           |  |  |  |  |  |  |
|  | IFK Kiruna          | IFK Kiruna          | 3         | 0         |                     |   |           |           |           |           |  |  |  |  |  |  |

Karlskoga och Timrå vidare till Kvalserien.

### Grupp 2
Lagen från Division I Östra och Södra möttes i grupp 2. Även här utmärkte sig Halmstad med ojust spel och protester mot domarbeslut, men det hjälpte dem inte utan Huddinge slog ut dem. Djurgården gick genom playoff utan förluster, men det satt långt inne i matcherna mot Tingsryd. Det andra laget till kvalserien blev HV71, men det krävde en tredje match i båda omgångarna.
|  | Playoff 1      | Playoff 1      | Playoff 1     | Playoff 1 |                |                | Playoff 2 | Playoff 2 | Playoff 2 | Playoff 2 |  |  |  |  |  |  |
|  |                |                |               |           |                |                |           |           |           |           |  |  |  |  |  |  |
|  | 0              |                |               |           |                |                |           |           |           |           |  |  |  |  |  |  |
|  |                |                |               |           |                |                |           |           |           |           |  |  |  |  |  |  |
|  | HV71           | 7              | 2             | 6         |                |                |           |           |           |           |  |  |  |  |  |  |
|  | HV71           | 7              | 2             | 6         | 0              |                |           |           |           |           |  |  |  |  |  |  |
|  | Hammarby IF    | 1              | 3             | 3         |                |                |           |           |           |           |  |  |  |  |  |  |
|  | Hammarby IF    | 1              | 3             | 3         | HV71           | 6              | 2         | 4         |           |           |  |  |  |  |  |  |
|  | 0              |                |               |           | HV71           | 6              | 2         | 4         |           |           |  |  |  |  |  |  |
|  |                | Huddinge IK    | 2             | 4         | 3              |                |           |           |           |           |  |  |  |  |  |  |
|  | Huddinge IK    | Huddinge IK    | 2             | 4         | 3              | 10             | 6         |           |           |           |  |  |  |  |  |  |
|  | Huddinge IK    | Huddinge IK    |               |           |                |                | 6         |           |           |           |  |  |  |  |  |  |
|  | Halmstads HK   | Halmstads HK   | 6             | 2         |                |                |           |           |           |           |  |  |  |  |  |  |
|  | Halmstads HK   | Halmstads HK   | 6             | 2         |                |                |           |           |           |           |  |  |  |  |  |  |
|  | 0              |                |               |           |                |                |           |           |           |           |  |  |  |  |  |  |
|  |                |                |               |           |                |                |           |           |           |           |  |  |  |  |  |  |
|  | Djurgårdens IF | Djurgårdens IF | 5             | 5         |                |                |           |           |           |           |  |  |  |  |  |  |
|  | Djurgårdens IF | Djurgårdens IF | 5             | 5         | 0              |                |           |           |           |           |  |  |  |  |  |  |
|  | IFK Bäcken     | IFK Bäcken     | 4             | 1         |                |                |           |           |           |           |  |  |  |  |  |  |
|  | IFK Bäcken     | IFK Bäcken     | 4             | 1         | Djurgårdens IF | Djurgårdens IF | 2         | 3         |           |           |  |  |  |  |  |  |
|  | 0              |                |               |           | Djurgårdens IF | Djurgårdens IF | 2         | 3         |           |           |  |  |  |  |  |  |
|  |                | Tingsryds AIF  | Tingsryds AIF | 1         | 2              |                |           |           |           |           |  |  |  |  |  |  |
|  | Tingsryds AIF  | Tingsryds AIF  | Tingsryds AIF | 1         | 2              | 6              | 6         |           |           |           |  |  |  |  |  |  |
|  | Tingsryds AIF  | Tingsryds AIF  |               |           |                |                | 6         |           |           |           |  |  |  |  |  |  |
|  | Almtuna IS     | Almtuna IS     | 2             | 5         |                |                |           |           |           |           |  |  |  |  |  |  |
|  | Almtuna IS     | Almtuna IS     | 2             | 5         |                |                |           |           |           |           |  |  |  |  |  |  |

Djurgården och HV71 vidare till Kvalserien.

## Kval till Division I

### Norra
Bergeforsen från Timrå började serien med att förlora med 15–2 mot Kågedalen (från Skellefteå) och därefter mot Norsjö med 11–4. Efter det valde laget att dra sig ut kvalserien som istället blev en uppgörelse mellan Västerbottenslagen Kågedalen och Norsjö.
| Nr | Lag            | S | V | O | F | GM | IM | MS | P |
| -- | -------------- | - | - | - | - | -- | -- | -- | - |
| 1  | Kågedalens AIF | 2 | 1 | 0 | 1 | 16 | 8  | +8 | 2 |
| 2  | Norsjö IF      | 2 | 1 | 0 | 1 | 8  | 16 | −8 | 2 |
| 3  | Bergforsens SK | 0 | 0 | 0 | 0 | 0  | 0  | 0  | 0 |

### Västra
Ludvika vann den enda platsen till Division I och återkommer därmed till serien nästa säsong. Sista omgången behövde inte spelas då resultatet redan var klart.
| Nr | Lag          | S | V | O | F | GM | IM | MS  | P |
| -- | ------------ | - | - | - | - | -- | -- | --- | - |
| 1  | Ludvika HC   | 5 | 4 | 1 | 0 | 27 | 8  | +19 | 9 |
| 2  | IK Viking    | 5 | 3 | 0 | 2 | 22 | 14 | +8  | 6 |
| 3  | Skutskärs SK | 5 | 2 | 1 | 2 | 23 | 20 | +3  | 5 |
| 4  | Vansbro AIK  | 5 | 0 | 0 | 5 | 10 | 40 | −30 | 0 |

### Östra
Stockholmslaget Mälarhöjden började med en förlust mot IK SE (en sammanslagning av Örebrolagen IK Sturehov och IF Eyra), men sedan följde endast segrar och Mälardalen kunde säkra sin återkomst till Division I. Sista matchen mellan Nyköping och Tierp ställdes in då inget av lagen ändå kunde nå uppflyttningsplatsen.
| Nr | Lag                       | S | V | O | F | GM | IM | MS | P  |
| -- | ------------------------- | - | - | - | - | -- | -- | -- | -- |
| 1  | Mälarhöjden/Västertorp IK | 6 | 5 | 0 | 1 | 30 | 22 | +8 | 10 |
| 2  | IK SE                     | 6 | 4 | 0 | 2 | 32 | 28 | +4 | 8  |
| 3  | Tierps IF                 | 5 | 1 | 0 | 4 | 19 | 25 | −6 | 2  |
| 4  | Nyköpings BIS             | 5 | 1 | 0 | 4 | 18 | 24 | −6 | 2  |

### Södra
I den södra kvalserien missade Skövde uppflyttning och Kungsbackalaget Hanhals blev stryklag precis som förra säsongen. Istället var det Växjö som tog platsen till Division 1.
| Nr | Lag        | S | V | O | F | GM | IM | MS  | P |
| -- | ---------- | - | - | - | - | -- | -- | --- | - |
| 1  | Växjö HC   | 6 | 4 | 1 | 1 | 19 | 15 | +4  | 9 |
| 2  | Skövde IK  | 6 | 3 | 1 | 2 | 26 | 14 | +12 | 7 |
| 3  | Rögle BK   | 6 | 2 | 2 | 2 | 28 | 20 | +8  | 6 |
| 4  | Hanhals BK | 6 | 1 | 0 | 5 | 17 | 41 | −24 | 2 |